# U 883
U 883 war ein U-Boot der ehemaligen deutschen Kriegsmarine vom Typ U-Boot-Klasse IX D/42, das im Zweiten Weltkrieg eingesetzt wurde.

## Geschichte
Die Basisentwicklung entstand 1942, allerdings war U 883 das einzige in Dienst gestellte U-Boot vom Typ IXD/42. Am 30. September 1943 teilte die Kriegsmarine der Werft zunächst die Sistierung mit. Nach nochmaliger Kontrolle der Durchführbarkeit des Projekts – insbesondere hinsichtlich der Zulieferungen – wurde der Bau gegen Jahresende wieder aufgenommen. Das Schwesterboot U 884 wurde durch Luftangriffe noch auf dem Werkgelände im Bau schwerst beschädigt. Generell waren die Boote identisch mit dem Typ IXD2. Indienststellung Ende März 1945, danach wurde es am 8. Mai 1945 in Wilhelmshaven den alliierten Streitkräften übergeben.
Im Rahmen der Nachkriegs-Operation Deadlight wurde es am 31. Dezember 1945 versenkt. (Lage des Wracks: 55° 44′ 0″ N, 8° 40′ 0″ W)

## Technische Daten
Die technische Ausführung des Typs entspricht der des Typs IX D 2.
- Verdrängung: 1.616 m³ (über Wasser), 1.804 m³ (getaucht)
- Länge: 87,58 m (Gesamtaußenlänge), 68,50 m (Druckkörper)
- Breite: 7,50 m (Gesamt), 4,40 m (Druckkörper)
- Höhe: 10,2 m
- Tiefgang: 5,35 m
- Geschwindigkeit:
  - max. 19,2 Knoten (35,5 km/h) (Dieselantrieb, Überwasserfahrt)
  - 6,9 Knoten (12,8 km/h) (elektrischer Antrieb, getaucht)
- Reichweite:
  - 31.500 sm (58.338 km) bei 10 Knoten (18,5 km/h) (Diesel-elektrisch, Überwasserfahrt)
  - 57 sm bei 4 Knoten (7,4 km/h) (elektrischer Antrieb, getaucht).